# 八戸警察署
八戸警察署（はちのへけいさつしょ）は、日本の青森県警察が管轄する警察署の一つである。射撃場を有する。大規模警察署であり、署長の階級は地方警務官である警視正。署員数は約280名であり、青森警察署に次いで県内で2番目に多い。

## 所在地
- 青森県八戸市城下1丁目16-25
  - 最寄駅：JR八戸線本八戸駅
  - 駐車場：約100台（身障者向けを含む）、他に駐輪スペースあり

## 管轄地域
- 八戸市
- 三戸郡階上町

## 沿革
- 2001年3月…現庁舎が完成。
- 2001年3月26日…旧庁舎（内丸地区）から現庁舎（城下地区）に移転。あわせて、新井田地区から八戸運転免許試験場が新庁舎内に移転。財団法人八戸地区交通安全協会も、内丸地区から隣接場所に移転。

## 組織
- 署長
- 副署長
- 警務課
  - 警務係
  - 広聴・相談係
  - 犯罪被害者支援係
- 留置管理課
  - 留置管理係
- 会計課
  - 会計係
- 生活安全課
  - 生活安全係
  - 少年係
  - 人身安全対策係
  - 保安係
- 地域課
  - 地域係
  - 業務指導係
  - 自動車警ら係
  - 通信指令係
- 刑事第一課
  - 刑事総務係
  - 第一捜査係
  - 第二捜査係
  - 鑑識係
- 刑事第二課
  - 第一捜査係
  - 第二捜査係
  - 第三捜査係
- 交通第一課
  - 交通総務係
  - 指導取締係
  - 安全教育係
  - 事故捜査係
- 交通第二課
  - 規制係
  - 免許係
- 警備課
  - 警備係

## 交番・駐在所
括弧内は所在地を表す。

### 八戸市
- 売市交番（八戸市売市2丁目3-10）
- 小中野交番（八戸市小中野7丁目10-5）
- 下長交番（八戸市下長2丁目2-28）
- 八戸駅前交番（八戸市大字尻内町字館田2-2）
- 中央交番（八戸市内丸1丁目1-2[注釈 1]）
- みなと白銀交番[注釈 2]（八戸市大字白銀町字左新井田道1-4）
- 類家交番（八戸市類家3丁目1-5）
- 旭ヶ丘警察官駐在所（八戸市旭ヶ丘1丁目1-2）
- 市川警察官駐在所[注釈 3]（八戸市大字市川町字尻引前山31-303）
- 大館警察官駐在所（八戸市新井田西3丁目15-12）
- 鮫警察官駐在所（八戸市大字鮫町字持越沢15-1）
- 島守警察官駐在所（八戸市南郷大字島守字中里49-3）
- 白山台警察官駐在所（八戸市南白山台2丁目5-26）
- 種差警察官駐在所（八戸市大字鮫字棚久保14）
- 是川警察官駐在所（八戸市是川1丁目12-5）
- 豊崎警察官駐在所（八戸市大字豊崎町字浜坂脇51）
- 中沢警察官駐在所（八戸市南郷大字市野沢字家口山6-2）
- 沼館警察官駐在所（八戸市沼館1丁目8-21）
- 館警察官駐在所（八戸市大字櫛引字上川原2-1）
- 水上警備派出所（八戸市豊洲3-10）

### 階上町
- 階上交番（三戸郡階上町大字道仏字耳ヶ吠2-1）
- 田代警察官駐在所（三戸郡階上町大字田代字横窪18-1）

## 警備艇
- みちのく 青1（41.00t）

## キャラクター
- まもるくん
  - 八戸地方の民芸品八幡馬をモチーフにした八戸警察署のキャラクター。
  - イベント等では、着ぐるみが子供たちを楽しませる。

## 旧庁舎跡地
- 旧庁舎は八戸市庁の向かいに位置し、八戸消防署旧庁舎と隣接していた。
- 八戸警察署の現庁舎（城下地区）への移転後1年程度は、パトカーによる移動交番、巡回などにより対応していた八戸市中心市街地の治安維持だが、防犯の中心的な存在である警察署が中心街から移転したという混乱は避けられなかった。
- 治安悪化を恐れた地元関係者からの陳情を受け、2003年に吹上地区の吹上交番を移転して、旧庁舎跡地に中央交番が設置されることになった。
- 八戸三社大祭やえんぶりなどの祭イベントが開催される八戸市庁おまつり広場と道路を介して隣接することもあり、観光客が目にすることが多い中央交番の建物は、えんぶりの衣装である烏帽子をかたどったものとなっていた。
- 八戸消防署についてはイオン八戸田向ショッピングセンター出店問題などで揺れた八戸戦争を背景に田向地区に移転したが、八戸東消防署との距離が近くなったため、消防体制再編が進んだ。
- 城下地区への移転後は、中央交番所在地以外の土地は市庁・公会堂関係のバス駐車場、八戸市中央駐車場代替駐車場などで利用されていたが、八戸市新美術館整備事業により、旧消防署を挟んで隣接していた青森銀行八戸支店の移転予定地の一部になるほか、新美術館の土地の一部として使われるため[3][4]、中央交番は向かいの市庁の敷地内に移転する。

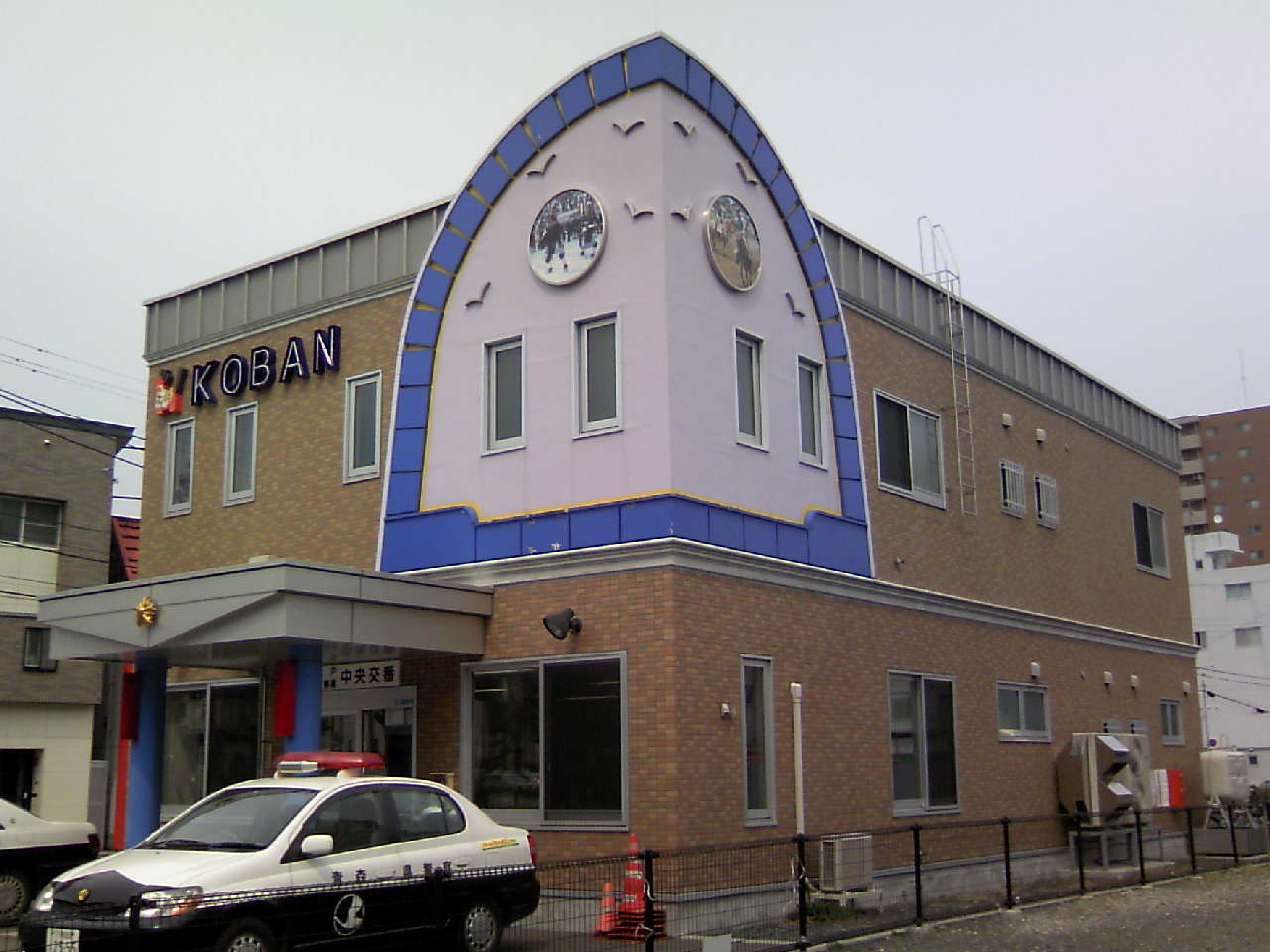
旧庁舎跡に建設された中央交番(2007年4月撮影、2019年10月から向かいの市庁別館前に移転)